# Actinernidae
Az Actinernidae a virágállatok (Anthozoa) osztályának tengerirózsák (Actiniaria) rendjébe ezen belül az Endocoelantheae alrendjébe tartozó család.
A WoRMS adatai szerint 7 elfogadott faj tartozik ebbe a korallcsaládba.

## Rendszerezés
A családba az alábbi 4 nem tartozik:
- Actinernus Verrill, 1879 - 4 faj; típusnem
- Isactinernus Carlgren, 1918 - 1 faj
- Synactinernus Carlgren, 1918 - 1 faj
- Synhalcurias Carlgren, 1914 - 1 faj